# Juno Award/Dance Recording of the Year
Der Juno Award für das Dance Recording of the Year wird seit 1990 vergeben. Er zeichnet Künstler der elektronischen Tanzmusik aus Kanada aus. Der Award wird meist an Singles vergeben, jedoch ist auch die Auszeichnung eines Remix oder eines gesamten Albums möglich.

## Übersicht

### Best Dance Recording (1990–2002)
| Jahr | Winner                       | Song/Album                                             | Nominierungen | Ref. |
| ---- | ---------------------------- | ------------------------------------------------------ | --- | ---- |
| 1990 | Kon Kan                      | I Beg Your Pardon (I Never Promised You a Rose Garden) | - Jam Jam Jam, Yada Yada - Maestro Fresh-Wes, Let Your Backbone Slide - Candi, Missing You - Candi, Under Your Spell                                                                                                 |      |
| 1991 | Jane Child                   | Don't Wanna Fall In Love (Knife Feel Good Mix)         | - Candi & The Backbeat, The World Keeps on Turning - Celine Dion, Unison - John James, I Wanna Know - Kon Kan, Puss 'n Boots (These Boots are Made for Walkin')                                                      |      |
| 1992 | Bootsauce                    | Everyone's a Winner (Chocolate Movement Mix)           | - Candi & The Backbeat, Good Together (Wicked Mix) - Love & Sas, I Don't Need Yo Kiss (The 12 Inch Mix) - Debbie Johnson, I'll Respect You (Club Mix) - Alanis, Too Hot (Hott Shot Mix)                              |      |
| 1993 | Celine Dion                  | Love Can Move Mountains (Club Mix)                     | - Banned in the UK, C'mon and Get My Love (House Techno Remix) - Love & Sas, Don't Stop Now (Prohibition Club Mix) - Lisa Lougheed, Love Vibe (Love Vibe Club Mix) - Lisa Lougheed, World Love (Lisa Love House Mix) |      |
| 1994 | Red Light with Nick Fiorucci | Thankful (Raw Club Mix)                                | - Oval Emotion, Don't Make Me Wait - BKS, I'm in Love with You - West End Girls, R U Sexin' Me - Lisa Lougheed, Won't Give Up My Music                                                                               |      |
| 1995 | Capital Sound                | Higher Love (Club Mix)                                 | - Jann Arden, Could I Be Your Girl - Capital Sound, In the Night - Temperance, Music Is My Life - West End Girls, Pure (You're Touching Me)                                                                          |      |
| 1996 | Camille                      | A Deeper Shade of Love (Extended Mix)                  | - JLM, Come Into My Life (Extended Mix) - Shauna Davis, Get Away (Stonebridge and Nick Nice Club Mix) - Temperance, Never Let You Go (Tempered Club Mix) - BKS, Take Control (Matrix Airplay Edit)                   |      |
| 1997 | BKS                          | Astroplane (City of Love Mix)                          | - Laya, All My Dreams (Don't Ever Leave) (Extended Skywalkers Mix) - Temperance, Forever Young (Tempered Club Mix) - Paul Jacobs, Happy Days - Emjay, In Your Arms                                                   |      |
| 1998 | Delerium                     | Euphoria (Rabbit in the Moon Mix)                      | - Ivan, The Spell - Joee, Angel (Angelic Radio Mix) - Paul Jacobs, Move Ya Feet - Temperance, Universal Dream (Telluric Club Mix)                                                                                    |      |
| 1999 | Love Inc.                    | Broken Bones                                           | - Temperance, Hands of Time - Jacynthe, I Got What It Takes - The Boomtang Boys, Popcorn - Shauna Davis, Try My Love                                                                                                 |      |
| 2000 | Delerium                     | Silence                                                | - Joee, Arriba - Temperance, Dancing in the Key of Love - Emjay, Over and Over, - Steve Austin, The Rush Won't Stop                                                                                                  |      |
| 2001 | Love Inc.                    | Into the Night                                         | - Max Graham, Airtight - Temperance, If You Don't Know - Sarina Paris, Look at Us - Big Bass featuring Michelle Narine, What You Do                                                                                  |      |
| 2002 | Hatiras                      | Spaced Invader                                         | - Deborah Cox, Absolutely Not - Delerium, Innocente - The Underdog Project, It Doesn't Matter - Elissa, The Light |      |

### Dance Recording of the Year (seit 2003)
| Jahr | Sieger                              | Song/Album                            | Nominierungen | Ref.  |
| ---- | ----------------------------------- | ------------------------------------- | --- | ----- |
| 2003 | The Sound Bluntz                    | Billie Jean                           | - Boomtang, Wet - Grand Menage, Tribalmania - MC Mario, Freak the Funk - Original 3 featuring Corey Hart, Sunglasses At Night 2002                                           |       |
| 2004 | The Sound Bluntz                    | Something About You                   | - Audrey, I Know - Delerium, Chimera - MC Mario, All That I Like - Original 3, Give You Love                                                                                 |       |
| 2005 | Widelife with Simone Denny          | All Things (Just Keep Getting Better) | - Aluna, All of My Life - DJ's Rule, Feel Love - Original 3, Ghetto Love (Extended Original Version) - Hatiras, Money Shot                                                   |       |
| 2006 | Hatiras & Macca featuring Shawna B  | Spanish Fly                           | - Skunk, Hot Box Da, - M1, Robopop - Boza, She’s Looking Good - Ray Charles vs Dio, Walkin & Talkin                                                                          |       |
| 2007 | Tiga                                | Sexor                                 | - Danny D, Airbreak - Taras, Lift Off - The Sound Bluntz, (Maybe You'll Get) Lucky - Champion, The Remix Album                                                               |       |
| 2008 | Deadmau5                            | All U Ever Want                       | - Melleefresh vs. Deadmau5, After Hours - Nick Fiorucci, Every Time You Move - Chromeo, Fancy Footwork - Hatiras, Poppin’ Beats                                              |       |
| 2009 | Deadmau5                            | Random Album Title                    | - James Doman, Everything’s Gonna Be Alright - Hatiras and MC Flipside, Get Blahsted - Deadmau5 vs. Kaskade, Move for Me - House Music United, Yes We Can                    |       |
| 2010 | Deadmau5                            | For Lack of a Better Name             | - Misstress Barbara, I'm No Human - Doman and Gooding with Dru and Lincoln, Runnin - Carmen and Camille, Shine 4U - Thunderheist, Thunderheist                               |       |
| 2011 | Deadmau5                            | Sofi Needs a Ladder                   | - Chromeo, Business Casual - Dragonette, Fixin to Thrill - Mia Martina and Edward Maya, Stereo Love - Keshia Chanté, Table Dancer                                            |       |
| 2012 | Martin Solveig and Dragonette       | Hello                                 | - Anjulie, Brand New Chick - Deadmau5, Aural Psynapse - Duck Sauce, Barbra Streisand - Mia Martina, Devotion                                                                 |       |
| 2013 | Anjulie                             | You and I                             | - Felix Cartal, Don’t Turn on the Lights (featuring Polina) - Vita Chambers, Fix You - André, We Dance - Dragonette, Bodyparts                                               |       |
| 2014 | Armin van Buuren and Trevor Guthrie | This Is What It Feels Like            | - deadmau5, > album title goes here < - DVBBS & Borgeous, Tsunami - Jacynthe, Locked Down - Mia Martina, Heartbreaker                                                        |       |
| 2015 | Kiesza                              | Sound of a Woman                      | - Adventure Club, Calling All Heroes - Chromeo, White Women - Glenn Morrison, Goodbye - Trevor Guthrie, Soundwave                                                            |       |
| 2016 | Keys N Krates                       | Save Me                               | - A-Trak, We All Fall Down feat. Jamie Lidell - Autoerotique & Max Styler, Badman (Torro Torro Remix) - Borgeous & Lights, Zero Gravity - Sleepy Tom & Diplo, Be Right There |       |
| 2017 | Bit Funk                            | Off The Ground                        | - Adventure Club, Limitless feat. Delaney Jane - Zeds Dead, Northern Lights - Shaun Frank, Let You Get Away feat. Ashe - Jacques Greene, You Can’t Deny                      |       |
| 2018 | Nick Fiorucci                       | Closer (feat. Laurell)                | - DVBBS feat. Gia Koko and CMC$, Not Going Home - Felix Cartal, Get What You Give - KAPRI, Deeper - Sultan & Shepard (featuring Nadia Ali and IRO), Almost Home              | [ 2 ] |
| 2019 | Loud Luxury                         | Body                                  | - Azari, Gotasoul - Dzeko and Tiësto, Jackie Chan feat. Preme and Post Malone - Jacques Greene, Avatar Beach - Keys N Krates, Cura                                           | [ 3 ] |
| 2020 | Felix Cartal and Lights             | Love Me                               | - Loud Luxury and Bryce Vine, I'm Not Alright - Ralph, Gravity - Sultan & Shepard feat. Showtek, We Found Love - Frank Walker feat. Astrid S, Only When It Rains             | [ 4 ] |